# Жолоб (водоспад)
Жо́лоб — абсолютно дикий та невідомий широкому загалу водоспад в Українських Карпатах (масив Покутсько-Буковинські Карпати). Розташований на потоці Ґелетівський, правій притоці річки Рибниця (басейн Пруту), в селі Яворів Косівського району Івано-Франківської області на відстані приблизно 500 м від центральної дороги села (автошлях Р 24: Татарів — Кам'янець-Подільський).
Загальна висота перепаду води — бл. 12 м. Водоспад утворився в місці, де потік перетинає потужну товщу пісковиків. Попри те, що до нього веде лісова стежка, водоспад туристично необлаштований та схили його дуже стрімкі, що сильно перешкоджає спуску; маловідомий. Особливо мальовничий після рясних дощів або під час танення снігу.
Зовні та по своїй структурі нагадує водоспади Іваниха та Нарінецький.
Вище по течії, на відстані приблизно 100-150 м, розташований водоспад Ґелетівський (8 м).

## Етимологія назви
Назва походить від однойменного урочища, де розташований водоспад.

## Світлини та відео

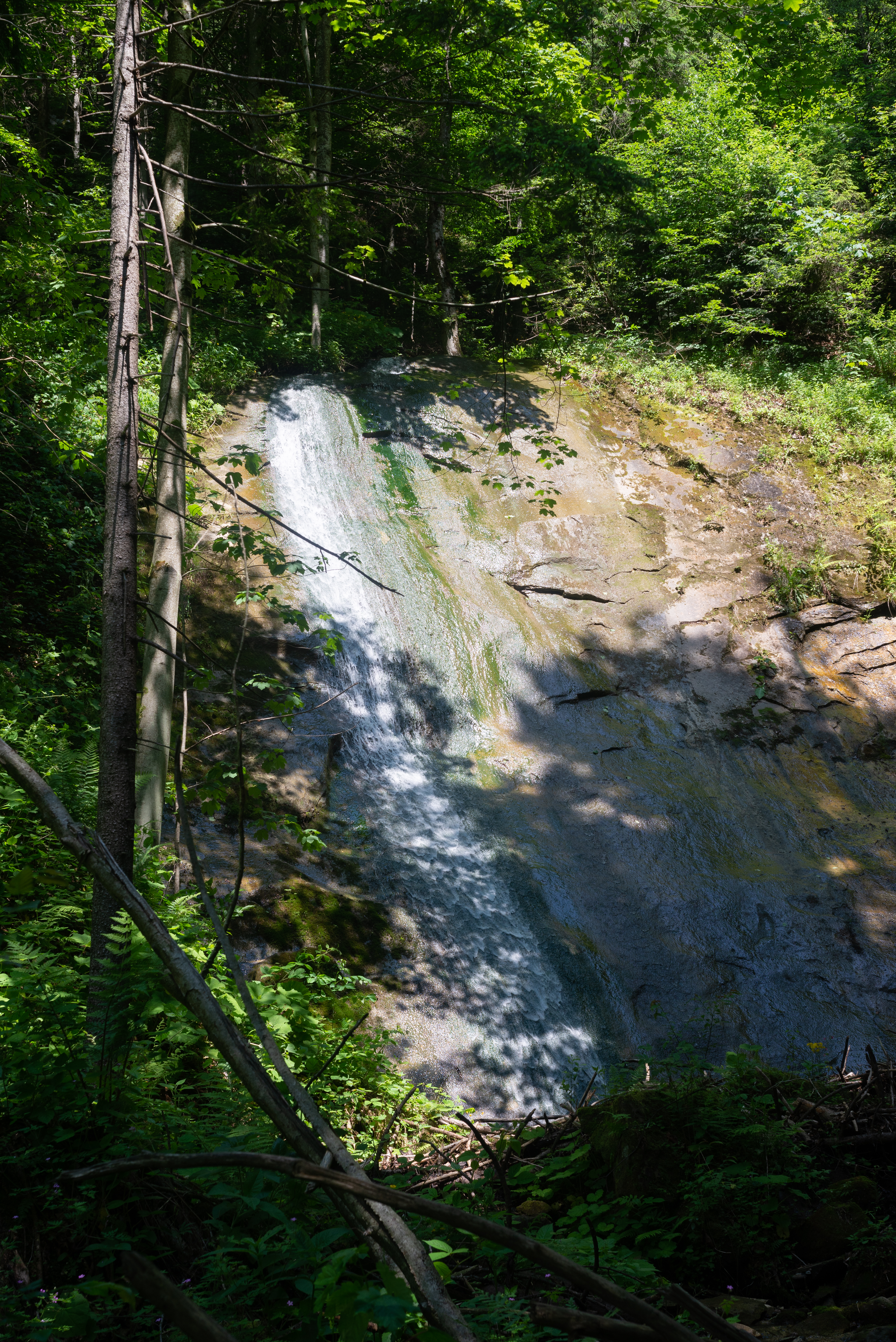
Водоспад збоку
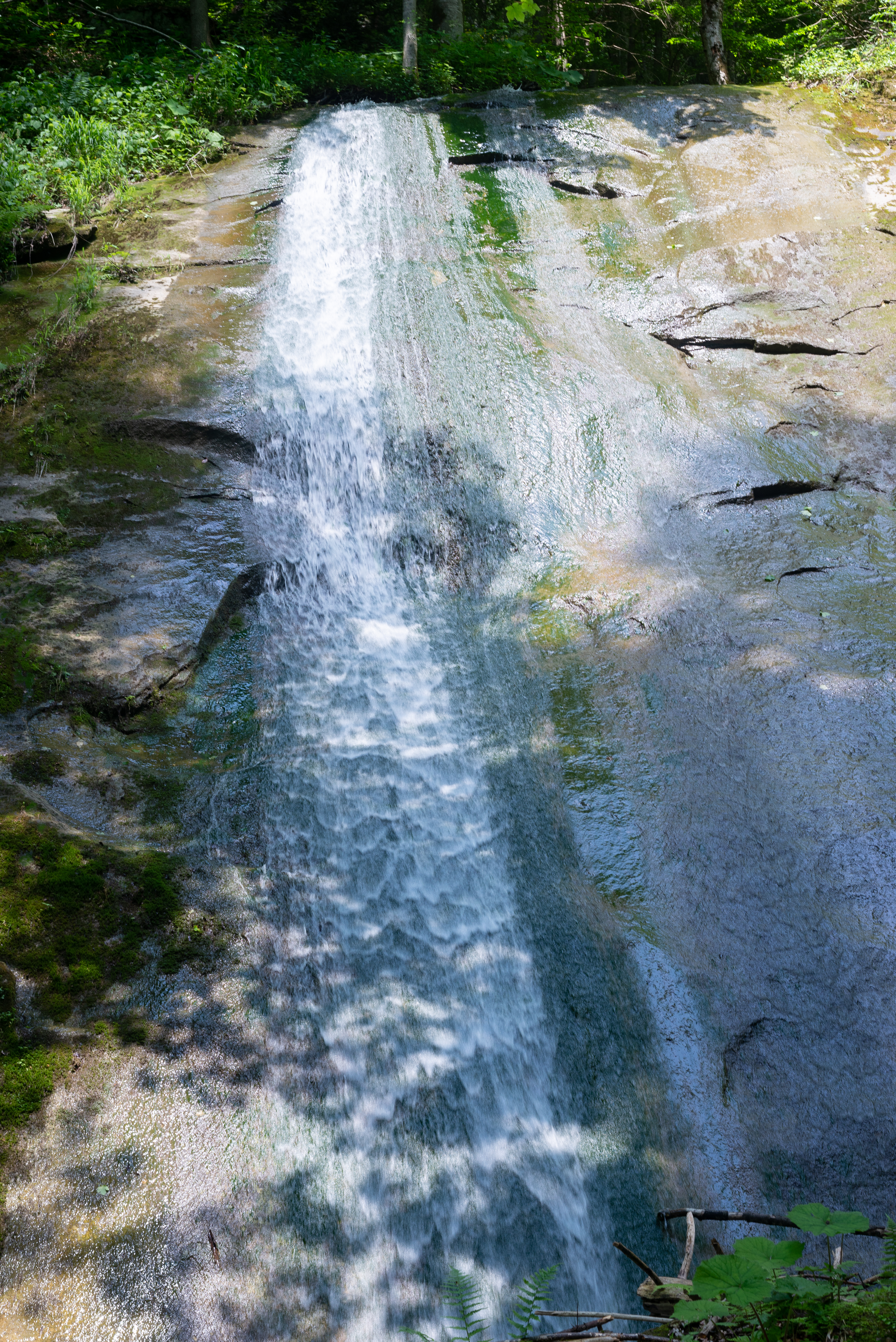
Водоспад зблизька
- Відео водоспаду
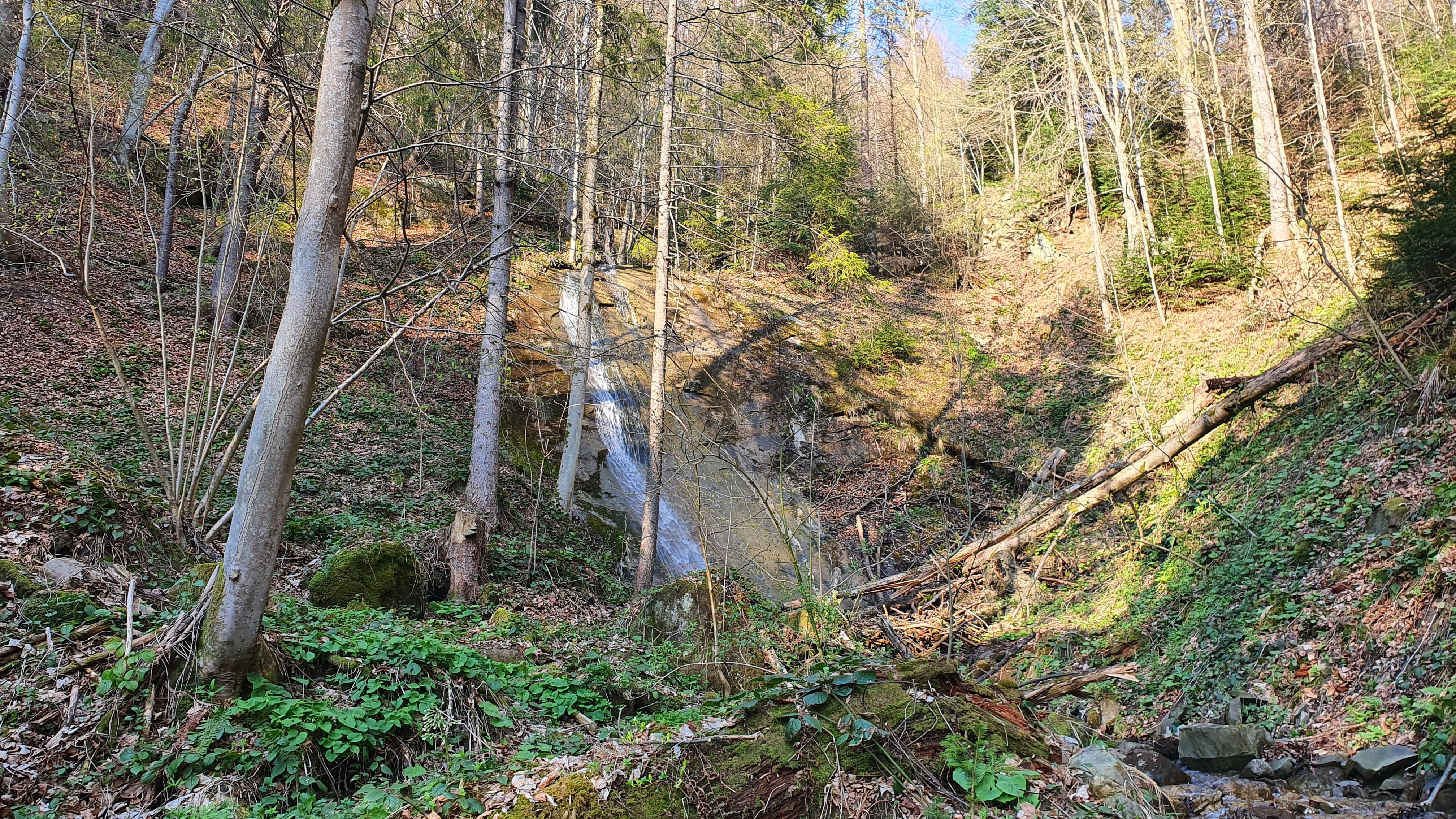
Водоспад здалеку